# Чепца (станція)
Чепца́ (рос. Чепца) — залізнична станція на залізниці Кіров-Перм Свердловської залізниці в Росії. Розташована безпосередньо на території села Чепца Кезького району Удмуртії.
У 2008 році на станції була проведена реконструкція (див. Посилання).

## Маршрути
- Поїзд 354 Адлер-Перм
- Поїзд 494 Новоросійськ-Перм[1]
- Поїзд 549 Анапа-Єкатеринбург
- Електрички Балезино-Перм та Іжевськ-Кез